# Arcadie Ciupercovici
Arcadie Ciupercovici (n. 14 aprilie 1823, Câmpulung Moldovenesc, Suceava, România – d. 18 martie 1902, Cernăuți, Austro-Ungaria) a fost un cleric ortodox român, care a avut rangul de arhiepiscop al Cernăuților și mitropolit al Bucovinei și Dalmației (1896-1902).

## Biografie
Arcadie Ciupercovici s-a născut la data de 14 aprilie 1823, în orașul Câmpulung Moldovenesc, primind la botez numele de Alexandru. Era fiul preotului Nicolae Ciupercă din Câmpulung Moldovenesc. A urmat studii gimnaziale la Cernăuți, apoi studii teologice superioare la Institutul Teologic din capitala Bucovinei (pe care le-a absolvit în anul 1847). 
În anul 1847, după absolvirea facultății, a fost hirotonit ca preot și a păstorit ca paroh în localitățile bucovinene Toporăuți (1847), Cernauca (1848-1853), Bădeuți și Milișăuți (până în 1866). În anul 1866, s-a călugărit la Mănăstirea Putna, cu numele de Arcadie, fiind numit la data de 30 iulie același an ca egumen al Mănăstirii Putna (1866-1878). În perioada egumeniei sale, a avut loc la Mănăstirea Putna Serbarea națională prilejuită de aniversarea a 400 de ani de la sfințirea bisericii, precum și primul Congres al studenților români. A făcut parte din delegația trimisă, în 1873, la Viena, pentru a cere autonomia Bisericii Ortodoxe Române din Bucovina. A fost ridicat la rangul de arhimandrit în 1874. 
Arhimandritul Arcadie Ciupercovici a fost transferat apoi în cadrul administrației mitropolitane pe posturile de consilier consistorial (1878-1880), apoi arhimandrit diecezan și vicar general în timpul mitropolitului Silvestru Morariu Andrievici (1880-1896). 
După trecerea la cele veșnice a acestuia în anul 1896, a fost numit, hirotonit și instalat în rangul de arhiepiscop al Cernăuților și mitropolit al Bucovinei și Dalmației. În această calitate, a fost reprezentant în Camera Legislativă a Imperiului Austro-Ungar, de la Viena. În perioada cât a fost mitropolit, au sporit nedreptățile la adresa populației românești din Bucovina. El a interzis agitația politică în biserici, fiind țintite clar activitățile românești. Organizația culturală românească Junimea a fost forțată să evacueze reședința mitropolitană. A promovat ucraineni în rândul clerului ortodox bucovinean, iar studenții români au organizat proteste împotriva acestuia.
Mitropolitul Arcadie Ciupercovici a trecut la cele veșnice la data de 5 martie 1902, în orașul Cernăuți.